# La Argentina (Huila)
La Argentina és un municipi de Colòmbia, del departament de Huila, situat a 153 quilòmetres de la capital departamental, Neiva.
L'existència de la població es remunta al segle xvi.
El 1960 aconsegueix la categoria de municipi. El municipi es divideix en barris i veredas.